# کارکس اسپیسا
کارکس اسپیسا (نام علمی: Carex spissa) نام یک گونه از سرده جگن است.